# Heinrich Rubenow
Heinrich Rubenow (1410-31 de diciembre de 1462), fue un noble alemán. En 1449 fue nombrado alcalde de Greifswald (Alemania) y en 1456 participó en fundar la Universidad de Greifswald.

## Biografía
Rubenow provenía de una antigua familia de Greifswald que había vivido en la ciudad desde el siglo XIV con influencia decisiva en la región. Su abuelo fue alcalde de Greifswald. Heinrich Rubenow estudió en la Escuela de Santa María en Greifswald, asistió a la Universidad de Rostock desde 1435 y en 1447 obtuvo un doctorado de la Universidad de Erfurt. Rubenow fue el primer rector de la Universidad de Greifswald desde su fundación hasta su asesinato en 1462. La universidad recibió fondos de los recursos de Rubenow así como fondos de la iglesia.